# Harry Potter and the Philosopher’s Stone (игра)
Harry Potter and the Philosopher’s Stone (с англ. — «Гарри Поттер и философский камень») — компьютерная игра, разработанная компаниями KnowWonder (версия для ПК), Argonaut Games (версия для PlayStation), Warthog Games (версии для GameCube, Xbox, PlayStation 2) и Griptonite Games (версии для Game Boy Advance и Game Boy Color);
Издателем выступила компания Electronic Arts совместно с Warner Bros. Interactive Entertainment. Издателем и локализатором русскоязычной версии стала компания Soft Club.

## Сюжет
Сюжет игры, аналогично сюжету одноимённой книги или фильма, повествует о том, как одиннадцатилетний мальчик по имени Гарри Поттер попал в школу чародейства и волшебства Хогвартс.

## Игровой процесс
Игровой процесс игры представлен в виде аркады с обзором от третьего лица, сочетая в себе элементы приключенческой игры.
Между обязательными сюжетными заданиями, игрок может изучать секреты замка — однако, замок не настолько открыт, как в последующей части; также игрок волен участвовать в турнирах по квиддичу (квиддич вызывается отдельным пунктом в начальном меню игры и в него можно играть не проходя сюжет; возможность играть в квиддич открывается после победы над командой Слизерин).
Во время игры может не существовать возможности вернуться к локациям из пройденных заданий, а потайные комнаты в Хогвартсе и в саду могут меняться после прохождения каждого испытания. Некоторые действия на уровнях оказываются невозможными до тех пор, пока Гарри не изучит определённое заклинание (например, после первого полёта на метле невозможно открывать картины и шкафы до того момента, как будет изучено заклинание Алохомора).
Версии игры для разных платформ были разработаны различными компаниями, поэтому построение сюжета и геймплея в каждой версии игры могут отличаться.

### Квиддич
Квиддич — спортивная игра в мире волшебников, в неё играют две команды по семь игроков на летающих метлах четырьмя мячами. Трое охотников пытаются попасть в кольца, красным мячом, который называется квоффл. Вратарь охраняет эти кольца. Также, над полем на огромной скорости носятся пара синих мячей с названием бладжеры и пытаются сбить игроков с метел. Двое загонщиков отбивают эти бладжеры в игроков противника. Также есть маленький золотой шарик с крылышками под названием снитч (проныра), его должен поймать ловец. Ловец факультета Гриффиндор — Гарри Поттер.
Непосредственно в игре, по ходу сюжета, игрок принимает участие в двух матчах. Однако выбирая пункт «Квиддич» в игровом меню, можно играть в квиддич вне прохождения сюжета. Доступен турнир на шесть матчей, в котором Гриффиндора дважды сыграет с командами факультетов Когтевран, Пуффендуй и Слизерин. После чего пройдёт финальный матч, при победе в котором можно получить Кубок по квиддичу.

## Озвучивание
| Персонаж             | Английская версия | Русская версия                                               |
| -------------------- | ----------------- | ------------------------------------------------------------ |
| Гарри Поттер         | Джо Сауэрбуттс    | Татьяна Весёлкина                                            |
| Драко Малфой         | Джо Сауэрбуттс    | Татьяна Шатилова                                             |
| Крэбб и Гойл         | Джо Сауэрбуттс    |                                                              |
| Рон Уизли            | Грегг Чиллин      | Людмила Гнилова                                              |
| Ли Джордан           | Грегг Чиллин      |                                                              |
| Гермиона Грейнджер   | Эмили Робинсон    | Елена Соловьёва                                              |
| Минерва Макгонагалл  | Ева Капф          |                                                              |
| Помона Стебль        | Ева Капф          |                                                              |
| Мадам Трюк           | Ева Капф          |                                                              |
| Почти Безголовый Ник | Дэвид Кокер       | Виктор Бохон                                                 |
| Северус Снегг        | Аллан Кордюнер    | Виктор Бохон                                                 |
| Аргус Филч           | Аллан Кордюнер    | Сергей Фролов                                                |
| Филиус Флитвик       | Аллан Кордюнер    | Юльен Балмусов                                               |
| Альбус Дамблдор      | Дэвид де Кейзер   | Юльен Балмусов                                               |
| Квиринус Квиррелл    | Дэвид де Кейзер   | Евгений Писарев                                              |
| Волан-де-Морт        | Дэвид де Кейзер   | Виктор Бохон                                                 |
| Невилл Долгопупс     | Гарри Робинсон    | Ирина Савина                                                 |
| Хагрид               | Джонатан Кидд     | Рогволд Суховерко                                            |
| Рассказчик           | Гари Фэрхолл      | Рогволд Суховерко                                            |
| Полтергейст Пивз     | Крис Кросби       |                                                              |
| Разные персонажи     | Виктория Робинсон | Алёна Семёнова Наталья Соколова Иван Похмелкин Сергей Ручкин |

## Разработка и релиз
На выставке E3 2001 компания Electronic Arts продемонстрировала свою лицензию на публикацию игровых адаптаций франшизы о Гарри Поттере , выход которых запланирован на ноябрь 2001 года для Game Boy Color , Game Boy Advance , PlayStation и ПК. Версия игры Harry Potter and the Philosopher's Stone для ПК была разработана компанией KnowWonder под творческим руководством Фила Трамбо и Элизабет Смит в качестве продюсера. Дизайн игры разработал Крис Саммерс, а за программирование отвечал Глен Кирк. Ведущим художником выступил Кристофер Вучетич. Сценарий и диалоги написали и отредактировали Гай Миллер и Саймон Фиппс. Музыку написал Джереми Соул , а за саунддизайн отвечал Марк Йенд.
Игра Harry Potter and the Philosopher’s Stone имела сюжетную основу из одноименной истории Джоан Роулинг и была создан в сотрудничестве со студией Warner Bros., ответственной за экранизацию книги. Поэтому игре были представлены декорации и окружение из фильма. EA получила права на игры о Гарри Поттере в августе 2000 года . Исполнительный продюсер версии игры для Playstation, Крис Грэм, во время разработки заявил, что игра ориентирована на детей от восьми до четырнадцати лет с игровым процессом, основанным на пазлах-головоломках. Версия для PlayStation была разработана студией Argonaut изначально как экшн-платформер, в игровые механники которой интегрировалось трехмерное окружение, на основе движка, который они ранее разработали для игр Croc.
Джейми Уокер был продюсером версии игры для Playstation. Она была разработана Стивеном Джарреттом и программистом Беном Уайеттом. Уэйн Биллингем и Гэри Бенделоу соответственно были ведущим художником и ведущим аниматором. Сценарий и диалоги были написаны и отредактированы Гаем Миллером и Саймоном Фиппсом. Музыку написал Джереми Соул. Саундтрек был выпущен в цифровом виде в 2006 году.
Версия Game Boy Advance, а также версии Game Boy Color и PlayStation были разработаны при участии автора Гарри Поттера Дж. К. Роулинг и продюсеров экранизации, чтобы гарантировать единообразие всех трех версий. Хотя версии PlayStation и Game Boy Advance включают секции квиддича, Griptonite Games посчитали, что не смогут сделать этот вид спорта справедливым на Game Boy Color, и вместо этого включили в него секции с полетами на метле с боковой прокруткой .
Версия игры для Windows была выпущена в Северной Америке 16 ноября 2001 года. Спустя три дня студия Westlake Interactive объявила, что разрабатывает версию игры и для Mac OS. Кодовое название проекта «New World» было основано на сходстве имен исследователя и мореплавателя Христофора Колумба и режиссера первых двух фильмов о Гарри Поттере, Криса Колламбуса In December 2001, Aspyr Media announced their role as the game's publisher.. В декабре 2001 года Aspyr Media объявила о своей роли издателя игры.  Версия для Mac OS стала золотой на неделе 13 февраля 2002 года, и была выпущена 20 февраля
Первоначально слухи о новой игре по «Философскому камню» для консолей шестого поколения появились в июне 2003 года . В июле 2003 года EA официально подтвердила разрабатку новой игры для консолей GameCube, PlayStation 2 и Xbox на основе игрового движка из Harry Potter and the Chamber of Secrets , выпущенного в 2002 году.
Эта новая игра была разработана Warthog Games и призвана исправить некоторые проблемы, возникшие в Chamber of Secrets, такие как например время загрузки. Игра использует дизайн персонажей и локаций, аналогичный их дизайну в Chamber of Secrets и консолей предыдущего поколения, сделав их трехмерными.

## Отзывы
| Сводный рейтинг    | Сводный рейтинг | Сводный рейтинг | Сводный рейтинг | Сводный рейтинг | Сводный рейтинг | Сводный рейтинг | Сводный рейтинг |
| Издание            | Оценка          | Оценка          | Оценка          | Оценка          | Оценка          | Оценка          | Оценка          |
| Издание            | GBA             | GBC             | GC              | PC              | PS              | PS2             | Xbox            |
| ------------------ | --------------- | --------------- | --------------- | --------------- | --------------- | --------------- | --------------- |
| GameRankings       | 68,37 %         | 73 %            | 63,31 %         | 67,35 %         | 66,98 %         | 57,90 %         | 61,82 %         |
| Metacritic         | 64/100          | N/A             | 62/100          | 65/100          | 64/100          | 56/100          | 59/100          |
| Иноязычные издания |                 |                 |                 |                 |                 |                 |                 |
| Издание            | Оценка          | Оценка          | Оценка          | Оценка          | Оценка          | Оценка          | Оценка          |
| Издание            | GBA             | GBC             | GC              | PC              | PS              | PS2             | Xbox            |
| AllGame            | [ 33 ]          | [ 34 ]          | N/A             | [ 35 ]          | N/A             | N/A             | N/A             |
| EGM                | 5,17/10         | 8,5/10          | N/A             | N/A             | 5,67/10         | N/A             | N/A             |
| Famitsu            | N/A             | N/A             | 24/40           | N/A             | N/A             | 24/40           | N/A             |
| Game Informer      | N/A             | N/A             | N/A             | N/A             | 5,5/10          | 5/10            | N/A             |
| GamePro            | [ 42 ]          | [ 43 ]          | N/A             | N/A             | [ 44 ]          | [ 45 ]          | N/A             |
| GameRevolution     | N/A             | N/A             | D+              | N/A             | N/A             | D+              | D+              |
| GameSpot           | 5,4/10          | N/A             | 6,1/10          | 5,5/10          | 4/10            | 6,1/10          | 6,1/10          |
| GameSpy            | N/A             | N/A             | [ 51 ]          | 68 %            | N/A             | [ 51 ]          | [ 51 ]          |
| GameZone           | 8,9/10          | 8,5/10          | 7/10            | 8/10            | N/A             | 6,3/10          | 8/10            |
| IGN                | 6/10            | 7/10            | 6,4/10          | 6,4/10          | 8/10            | 6,4/10          | 6,4/10          |
| Nintendo Power     | [ 64 ]          | 3,7/5           | [ 66 ]          | N/A             | N/A             | N/A             | N/A             |
| OPM                | N/A             | N/A             | N/A             | N/A             | [ 67 ]          | [ 68 ]          | N/A             |
| OXM                | N/A             | N/A             | N/A             | N/A             | N/A             | N/A             | 6,2/10          |
| PC Gamer (US)      | N/A             | N/A             | N/A             | 59 %            | N/A             | N/A             | N/A             |

### Версия для ПК
По данным агрегатора обзоров Metacritic «Harry Potter and the Philosopher’s Stone» получила «смешанные или средние» отзывы критиков на всех игровых платформах. Критики в целом пришли к выводу, что упрощенный игровой процесс не удовлетворит опытных игроков, но рекомендовали его как солидный опыт для детей и поклонников книг или фильмов. Стив Баттс из IGN предположил, что большая часть бюджета игры была выделена на лицензию, и был разочарован, как поклонник Гарри Поттера, тем, что игровой процесс не был таким же сложным, как и в предыдущей игре EA American McGee's Alice.
Эндрю Баб из Extended Play, Джеральд Виллориа из GameSpot и Энид Бернс из GameSpy были очарованы широким разнообразием сценариев для версии на ПК, а Виллориа добавил, что все более захватывающие сцены делают отсутствие очевидной возможности сохраниении нескольких игр на один слот прискорбным. Кевин Джакобби из GameZone наслаждался доступностью игры и постепенно наростающей сложностью, но отметил, что отсутствие многопользовательского режима и возможности повторного прохождения может оттолкнуть хардкорных геймеров. Хилари Уильямс из AllGame посчитала настраиваемую схему управления лучшей особенностью игры, но предупредила, что настройка автоматического прыжка может иметь неприятные последствия. Тогда как Бернс назвал элементы управления как слишком простые и неинтуитивные, а Виллориа высказал мнение, что возможность включить функцию автоматического прыжка устранила всякое подобие вызова. Ли С. Куо из PC Gamer высмеял невозможность совершать стрейф, что мешало уклоняться от вражеских атак.
Шон Миллер из The Electric Playground обвинил в игру отсутствии захватывающих наград за открытие секретных областей, что способствует чувству скуки. Он и Баттс посчитали процесс изучения заклинаний и возможность произнесения заклинаний одним щелчком мыши чрезмерно упрощенными. Виллория посчитал головоломки и платформинга такими же простыми и повторяющимися. Миллер похвалил воссоздание поля для квиддича из фильма и ощущение матчей, но не смог определить механику победы на матче и сказал, что они становятся такими же повторяющимися и скучными, как и остальная часть игры, после пары матчей. Виллория определил сложность матчей по квиддичу как незначительную, объяснив, что другие игроки не оказывают никакого влияния на исход игры. Он также раскритиковал схему управления клавиатурой, необходимую для матчей, которую он назвал неудобной.
Рецензенты похвалили эффективное использование разработчиками игрового движка Unreal Engine; они восхищались точным воссозданием визуального стиля фильма и были довольны атмосферой и спецэффектами, а Виллория добавил, что использование освещения и теней усилило «жуткие» моменты игры. Однако Виллория указал на ограниченный набор текстур, из-за чего, по его словам, визуальные эффекты становятся несколько однообразными. Уильямс описал игру как графически превосходную, но заметил некоторые недостатки, такие как иногда неудобные углы камеры и неподвижные губы у персонажей. Бернс был обеспокоен сложностью плавного запуска игры на более быстрых системах.
Звук был принят крайне положительно, особенно отмечался саундтрек Джереми Соула. Баб описал его композиции как более тонкие, чем саундтрек Джона Уильямса, и более соответствующие действию игры, особенно в эндшпиле и сегментах игры в квиддич. Виллория наслаждался эмоциональным резонансом саундтрека Соула, но при этом отметил, что отсутствие разнообразия в выборе сделало их немного повторяющимися. Рецензенты были впечатлены озвучкой игры, причем Баб был особенно удивлен точностью актеров, похожих по звучанию на своих персонажей. Виллория восхищался качеством озвучки и разнообразием речи, а также повествованием в стиле «сказки на ночь», но был раздражен повторяемостью заклинаний. Уильямс также предупредил, что сильный английский акцент персонажей может быть трудным для понимания некоторыми игроками.
Хотя Миллер похвалил верность повествования роману, он отметил, что эта ее верность может привести к предсказуемости для игроков, знакомых с историей, и что неразнообразный игровой процесс не делает развитие сюжета стоящим. Хотя Баттс восхищался верностью духу сеттинга, он в ссвоей рецензии указал, что его полное погружение постоянно рушилось частыми ссылками персонажей на элементы управления и механику видеоигры. Виллория отрицательно отозвался о повествовательных катсценах, изображенные как неподвижные иллюстрации, назвав их поспешными и неубедительными средствами передачи истории и «обязательным наполнительем» между игровыми последовательностями.

### Версия для Playstation
Джеральд Виллория из GameSpot похвалил усилия разработчиков в версии для PlayStation по воссозданию замка Хогвартс и персонажей с другой внешностью, но отметил, что графика в игре выглядит как «крайне неровные полигоны». Он также похвалил версию для PlayStation за ее «повествование в стиле сказки на ночь» и озвучку персонажей, но раскритиковал отсутствие музыки в игре. PlayStation Illustrated отметил, что версия для PlayStation имеет плохие углы обзора камеры, добавив, что только использование кнопок «L» и «R» может исправить эту проблему, поскольку та не наклонена в направлении, куда смотрит Гарри. «Веселые» матчи по квиддичу были высоко оценены PlayStation Illustrated, рецензент которой заявил, что «матчи были превосходно сделаны», а управлять Гарри было легко. Джереми Конрад из IGN назвал ее «одной из самых красивых игр для PS One» за ее графику, но сказал, что это может привести к задержке частоты кадров.

### Версии для PlayStation 2, Gamecube и Xbox
Версии игры для PlayStation 2, Gamecube и Xbox получили неоднозначные отзывы критиков. По данным агрегатора рецензий Metacritic, версия игры для Gamecube получила среднюю оценку 62 из 100, версия для PlayStation 2 — среднюю оценку 56 из 100, а версия для Xbox — среднюю оценку 59 из 100.
Worth Playing заявил, что озвучка была «вероятно лучшим звуковым аспектом игры», поскольку актеры «произносят свои реплики правдоподобно и уместно». IGN нашел диалоги «хорошо сыгранными и очень живыми». GamePro заявил, что игра стала «более интерактивной и приятной», чем версия для PlayStation.
Computer and Video Games прокомментировала Хогвардс, заявив, что это «удивительно плоский опыт, которому точно не помогает хронически дергающаяся частота кадров». X-Play заявила, что углы обзора камеры в игре стали «худшими противниками игрока... Это сводящая с ума и нежелающая никак сотрудничать система». Джон Блоу из Soundtrack Geek определил музыку Джереми Соула для саундтрека как слишком короткую. Он также добавил, что «угрожающие и расслабляющие темы [в музыке] не дают совершенно ничего определенного». GameZone отметила задания и квесты, как не настолько убедительные [как были в той же «Chamber of Secrets»], а головоломки кажутся немного недостаточнымы». В Японии Famitsu дала версиям GameCube и PlayStation 2 оценку в четыре шестерки, что в общей сложности составило 24 из 40.